# Dinamarca en el Festival de la Canción de Eurovisión 1957
Dinamarca participó en la segunda edición del Festival de la Canción de Eurovisión en Fráncfort del Meno, Alemania el 3 de marzo de 1957. Fue su primera participación en el certamen; este país quería participar en el concurso el año anterior, pero quedó descalificado porque tardó demasiado en inscribirse. Lo representó un dúo compuesto por Birthe Wilke y Gustav Winckler con la canción «Skibet skal sejle i nat» interpretada en danés. La canción fue interpretada novena en la noche, obteniendo 10 puntos, lo que le dio el tercer lugar en esa edición.
Dansk Melodi Grand Prix 1957 fue el nombre de la final nacional en la cual se eligió la canción representante de Dinamarca para la Eurovisión de 1957.

## Dansk Melodi Grand Prix 1957

### Concursantes
| N.º | Artista                        | Canción                   | Traducción                                | Autores de la letra                    | Lugar |
| --- | ------------------------------ | ------------------------- | ----------------------------------------- | -------------------------------------- | ----- |
| 1   | Birthe Wilke                   | Chanson Ordinaire         | Canción ordinaria                         | Otto Francker                          | -     |
| 2   | Gustav Winckler                | Fata Morgana              | Espejismo                                 | Sophus Brandeholt, Poul Christoffersen | -     |
| 3   | Birthe Wilke                   | Hele Verden Venter På Vår | Todo el mundo está esperando la primavera | Eric Christiansen, Anni Weimar         | -     |
| 4   | Birthe Wilke y Gustav Winckler | Kærlighedens Cocktail     | El cóctel del amor                        | Otto Ligton, Carl Andersen             | 2.º   |
| 5   | Gustav Winckler                | Længslernes Veje          | Los caminos del anhelo                    | Eric Christiansen, Carl Andersen       | -     |
| 6   | Birthe Wilke y Gustav Winckler | Skibet skal sejle i nat   | El barco zarpará esta noche               | Erik Fiehn, Poul Sørensen              | 1.º   |

### Lanzamientos
Skibet skal sejle i nat fue grabada y publicada bajo el mismo título. En la grabación fue incluida también la canción Kærlighedens Cocktail.
Después del certamen Gustav Winkler grabó una versión alemana de la canción ganadora (Das Schiff geht in See heute Nacht).

## En el Festival de Eurovisión
La canción de Dinamarca fue cantada novena en la noche, siguiendo a la francesa Paule Desjardins con La belle amour y precediendo a la suiza Lys Assia con L'enfant que j'étais. Skibet skal sejle i nat obtuvo un total de diez puntos y se clasificó en el 3.º puesto. El jurado danés la mayoría de sus puntos (3/10) la dio a la canción de los Países Bajos. La mayoría de sus puntos ganados en el concurso fue de parte del mismo país - Países Bajos (5/10).
El director de la orquesta para la canción danesa fue Kai Mortensen. El portavoz que anunció los puntos otorgados por Dinamarca es desconocido. El comentarista danés fue Gunnar Hansen.

### Votación
Cada país envió un jurado de diez personas. Cada miembro del jurado pudo dar un punto para su canción favorita.

#### Puntos otorgados
| 3 puntos | Países Bajos |
| 2 puntos | Bélgica      |
| 2 puntos | Francia      |
| 2 puntos | Suiza        |
| 1 punto  | Italia       |

#### Puntos obtenidos
| 5 puntos | Países Bajos |
| 3 puntos | Italia       |
| 2 puntos | Reino Unido  |